# راينهارد جنزيل
راينهارد جنزيل (بالإنجليزية: Reinhard Genzel) هو عالم فلك ألماني، ولد في 24 مارس 1952 في مدينة باد هومبورج. استطاع تعيين كتلة ثقب أسود في مركز المجرة ووجدها تعادل نحو 4.3 مليون كتلة شمسية. حاز جائز نوبل في الفيزياء لعام 2020، وتشارك فيها مع روجر بنروز وأندريا جيز.

## حياته العلمية
درس جنزيل الفيزياء في جامعة بون وحصل على الدكتوراة من معهد ماكس بلانك لعلم الفلك الراديوي عام 1978. عمل في مركز هارفارد-سميسونيان لعلم الفلك في كامبريدج، مساساسيوتس خلال الأعوام 1980 إلى 1982 . وأصبح عام 1981 أستاذا في جامعة كاليفورنيا، بيركلي. وفي عام 1986 أصبح عضوا في مجلس العلوم في مؤسسة ماكس بلانك، ثم أصبح مديرا «لمعهد ماكس بلانك للفيزياء الفضائية» في مدينة جارخينج بالقرب من ميونيخ، وقام بالتدريس بجامعة ميونيخ. يعمل منذ 1999 استاذا بجامعة كاليفورنيا في بركلي بالولايات المتحدة الأمريكية.
قام راينهارد جنزيل بتصميم وتطوير طرق القياسات الفلكية وبصفة خاصة طرق قياس الأشعة تحت الحمراء في نطاق أطوال الموجات تحت المليمتر. واستطاع بمساعدة مجموعته العلمية رصد أفلاك النجوم القريبة من الرامي أ* Sagittarius A* لسنوات طويلة من مرصد لاسيلا ابتداء من عام 1992 ثم بواسطة التلسكوب الكبير، واستطاع اثبات وجود ثقب أسود كبير في مركز المجرة، تبلغ كتلته نحو 3و4 مليون كتلة شمسية. وقد تمكنت العالمة الفلكية «أندريا جهز» منفردة التوصل إلى هذا الاكتشاف أيضا، وكانت تعمل على مرصد كيك في هاواي.

## اقرأ أيضا
- المجرة
- مركز المجرة
- ثقب أسود
- يوهانس كيبلر